# Landsyndikus

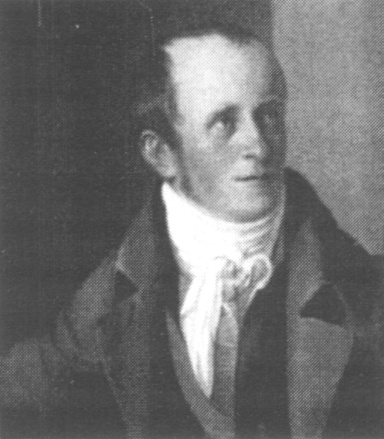
Ernst von Houwald, Landsyndikus der Niederlausitz 1822–1845

Ein Landsyndikus (historisch auch Land-Syndicus, Landschafts-Syndikus) war der führende juristische Vertreter der Stände in Landesherrschaften bis zum frühen 20. Jahrhundert.

## Aufgaben
Ein Landsyndikus hatte meist einen Abschluss als Jurist in allgemeinem (römischen) Recht, mitunter auch in kanonischem Recht. Er organisierte die Versammlungen der Stände (Landtage), saß ihnen gelegentlich vor und war für den gesamten protokollarischen Bereich zuständig, für die Niederschrift der Beschlüsse usw. Der Landsyndikus trat als Sprecher der Stände auch gegenüber dem Landesherrn auf, sprach die Huldigung aus und beriet die Vertreter der Stände in Rechtsfragen.